# Diskursiv kunskap
Diskursiv kunskap (från latinets discurro, "löpa fram och tillbaka") innebär att man kommer fram till kunskap genom tänkande/resonerande i ett eller flera mellanled och sedan drar en slutsats. Ett exempel är att ditt barn vaknar på morgonen med diffusa tecken på förkylning. Du tar tempen och upptäcker en låg feber på 37,5 °C. Du vet att skolan på grund av smittorisken brukar skicka hem barn som är förkylda och att läraren Kalle håller hårt på denna regel. Du tittar på ditt barns schema och ser att barnet ska ha Kalle i matematik nu på förmiddagen. Du drar slutsatsen att det är lika bra att stanna hemma, för om du skickar barnet till skolan och själv går till jobbet kommer Kalle strax att ringa dig och be dig att ta hem ditt barn.
Motsatsen till diskursiv kunskap är intuitiv kunskap.